# Второ послание на свети апостол Павла до Тимотея
„Второ послание на свети апостол Павла до Тимотея“ е библейска книга, двадесет и трета в Новия завет.
Книгата има формата на писмо на апостол Павел до неговия сътрудник и ученик Тимотей. Това е последното послание на апостол Павел и има повече личен характер от първото. Написано е на койне в Рим малко преди смъртта на апостола.
Както и при другите послания на Павел и при това учените спорят за неговото авторство, като някои го приписват на неизвестен ученик на Павел. Други обаче потвърждават оригиналното авторство.